# Raymond Van Dormael
Raymond Vandormael, né à Ans le 24 octobre 1927 et mort à Liège le 27 février 2008, est un joueur de football belge. Il évoluait au poste de défenseur.

## Biographie
Avec le Standard de Liège, il remporte la Coupe de Belgique en 1954. 
Il meurt le 27 février 2008 et est inhumé au cimetière d'Ans (Ans-Égalité).

## Palmarès
- Vainqueur de la Coupe de Belgique en 1954 avec le Standard de Liège